# Liste der Biografien/Maca
Liste der Biografien |
Portal Biografien |
Personensuche
# |
A |
B |
C |
D |
E |
F |
G |
H |
I |
J |
K |
L |
M |
N |
O |
P |
Q |
R |
S |
T |
U |
V |
W |
X |
Y |
Z |
?
 
Ma |
Mb |
Mc |
Md |
Me |
Mf |
Mg |
Mh |
Mi |
Mj |
Mk |
Ml |
Mm |
Mn |
Mo |
Mp |
Mq |
Mr |
Ms |
Mt |
Mu |
Mv |
Mw |
Mx |
My |
Mz
 
Maa |
Mab |
Mac |
Mad |
Mae |
Maf |
Mag |
Mah |
Mai |
Maj |
Mak |
Mal |
Mam |
Man |
Mao |
Map |
Maq |
Mar |
Mas |
Mat |
Mau |
Mav |
Maw |
Max |
May |
Maz
 
Maca |
Macb |
Macc |
Macd |
Mace |
Macf |
Macg |
Mach |
Maci |
Mack |
Macl |
Macm |
Macn |
Maco |
Macp |
Macq |
Macr |
Macs |
Mact |
Macu |
Macv |
Macw |
Macy |
Macz
Die Liste der Biografien führt alle Personen auf, die in der deutschsprachigen Wikipedia einen Artikel haben. Dieses ist eine Teilliste mit 115 Einträgen von Personen, deren Namen mit den Buchstaben „Maca“ beginnt.

## Maca
- Máca, Martin (* 1990), tschechischer Grasskiläufer

### Macab
- Macabies, Pauline (* 1986), französische Biathletin

### Macad
- MacAdam, Al (* 1952), kanadischer Eishockeyspieler
- Macadam, John (1827–1865), australischer Chemiker, Mediziner und Politiker

### Macae
- Maçães, Bruno (* 1974), portugiesischer Politiker und Politologe

### Macai
- Macaigne, Jean (1904–1995), französischer Pionier der Luftfahrtindustrie
- Macaigne, Vincent (* 1978), französischer FilmschauspielerVincent Macaigne (* 1978)

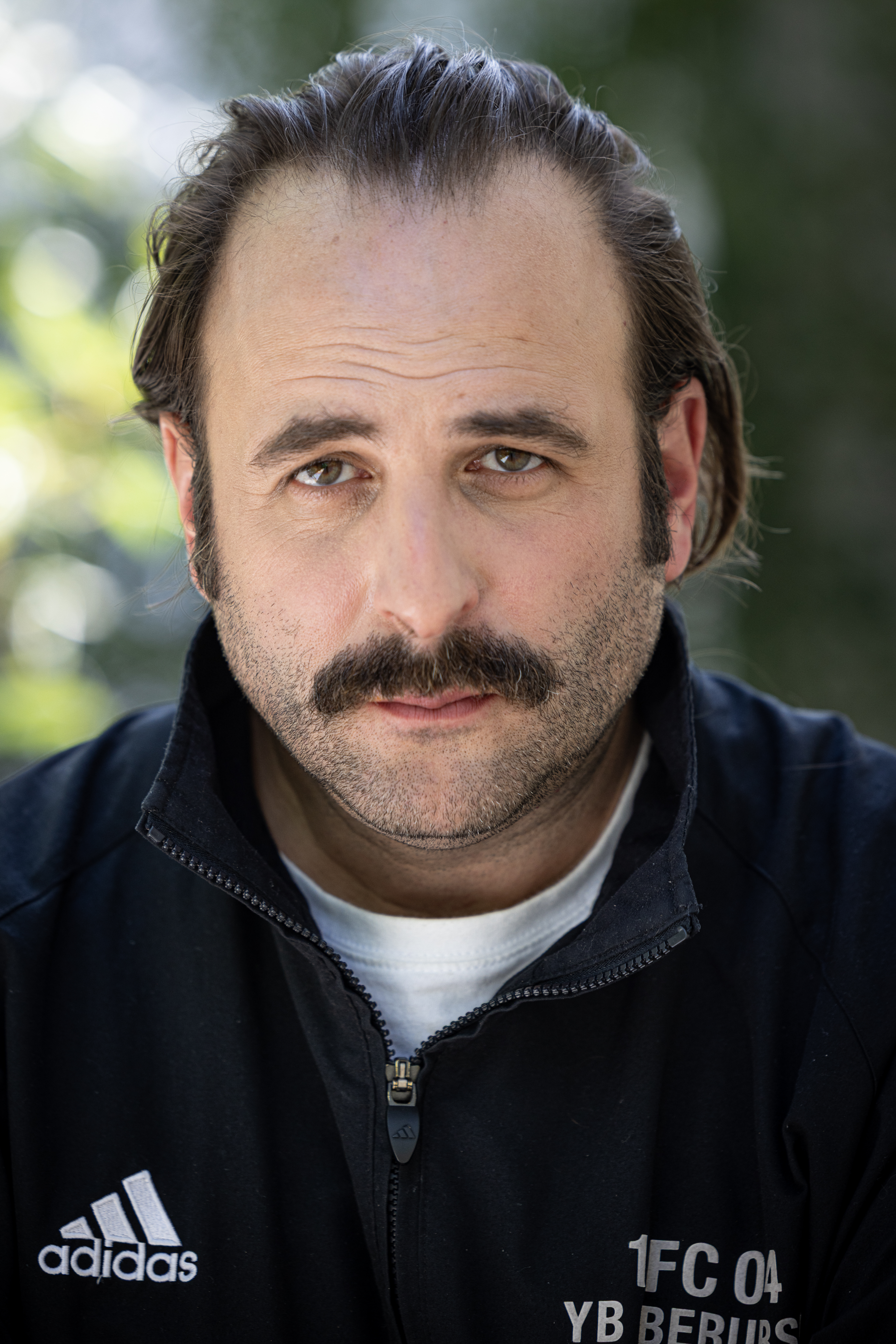
Vincent Macaigne (* 1978)

- Macaire, David (* 1969), französischer Ordensgeistlicher, römisch-katholischer Erzbischof von Saint-Pierre et Fort-de-France
- Macaire, Maurice (* 1881), französischer Fußballspieler
- Macaire, Robert Nigel Paul (* 1966), britischer Diplomat
- Macaitis, Alfonsas (* 1956), litauischer Politiker, Mitglied des Seimas

### Macaj
- Maçaj, Dedë (1920–1947), römisch-katholischer Priester und Märtyrer

### Macak
- Mačák, Pavel (* 1957), tschechischer Fußballspieler
- Mačák, Štefan (* 1985), slowakischer Schachspieler

### Macal
- Mácal, Zdeněk (1936–2023), tschechischer Dirigent
- Máčala, Milan (* 1943), tschechischer Fußballspieler und -trainer
- Macalik, Alfred (1888–1979), österreichisch-rumänischer Maler und Graphiker
- Macalik, Győző Simon (1890–1953), römisch-katholischer Bischof
- MacAlister, Katie (* 1969), US-amerikanische Romance-Autorin
- Macalister, Molly (1920–1979), neuseeländische Bildhauerin, Malerin und Holzschnitzerin
- Macalister, R. A. S. (1870–1950), irischer Archäologe
- Macallan, Jes (* 1982), US-amerikanische SchauspielerinJes Macallan (* 1982)

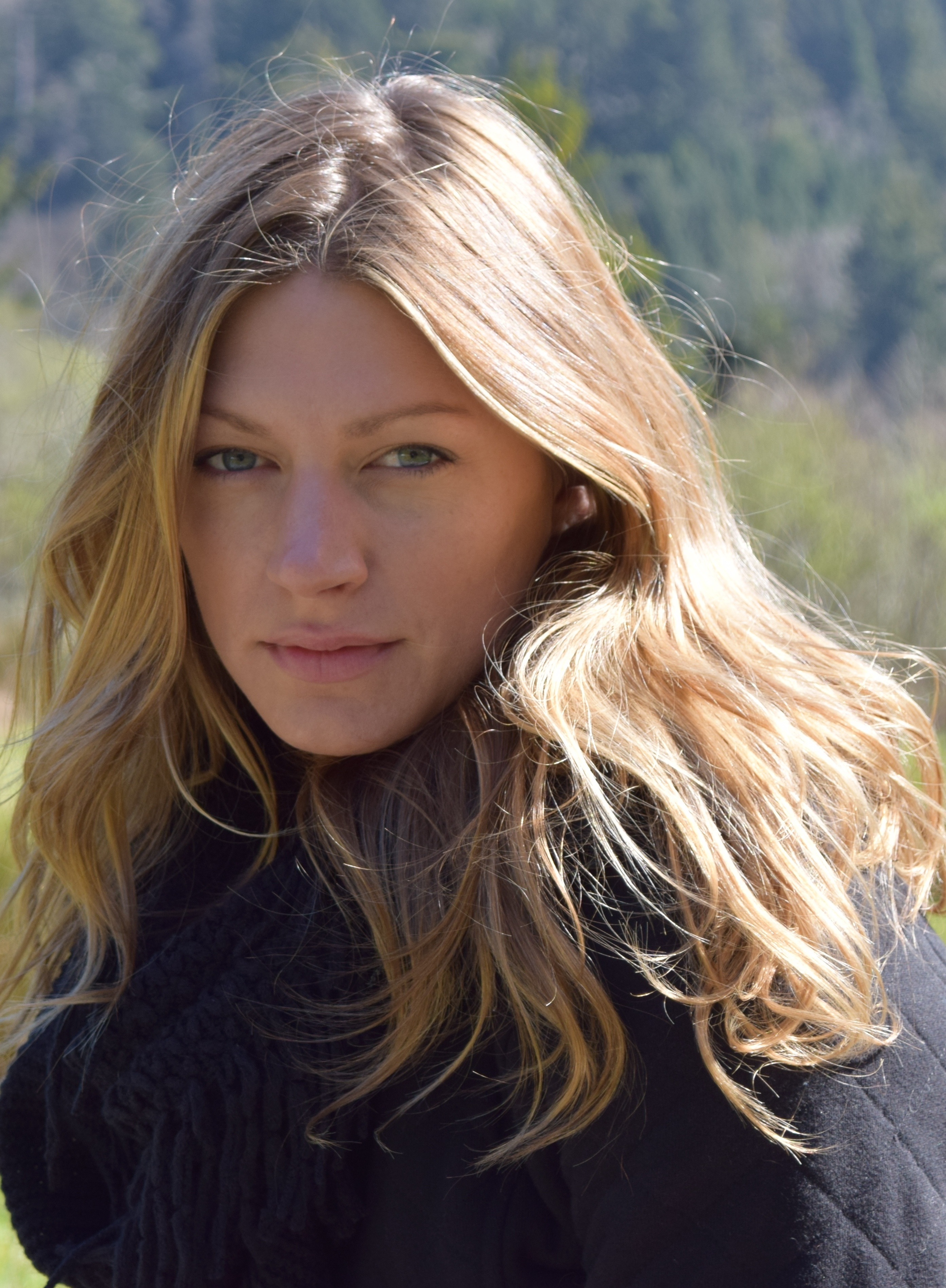
Jes Macallan (* 1982)

- MacAllister, Chris (* 1956), US-amerikanischer Autorennfahrer
- Macallum, Archibald Byron (1858–1934), kanadischer Biochemiker
- Macalos, Tacy (* 1965), philippinischer Boxer
- MacAlpine, Tony (* 1960), US-amerikanischer Gitarrist und Keyboarder
- Macaluso, Carmine (* 1954), italienischstämmiger Lehrer und Präsident der ACLI Deutschland
- Macaluso, Christie Albert (* 1945), US-amerikanischer Geistlicher, emeritierter römisch-katholischer Weihbischof in Hartford
- Macaluso, Damián (* 1980), uruguayisch-italienischer Fußballspieler

### Macam
- Macamo, Elísio (* 1964), mosambikanischer Afrikawissenschaftler und Soziologe
- Macamo, Verónica (* 1957), mosambikanische Politikerin (FRELIMO), Abgeordnete und Präsidentin der Assembleia da República

### Macan
- Macan, Ana Carolina Reston (1985–2006), brasilianisches Model
- Macan, Marko (* 1993), kroatischer Wasserballspieler
- Macanan Navarra, Vicente (* 1939), philippinischer Geistlicher, emeritierter römisch-katholischer Bischof von Bacolod
- MacAndrew, Christopher, 3. Baron MacAndrew (1945–2023), britischer Peer und Politiker (Conservative Party)
- MacAndrew, Robert (1802–1873), britischer Kaufmann und Naturforscher
- Macanga, André (* 1978), angolanischer Fußballspieler und -trainer
- Maçanita, Antônio (* 1981), portugiesischer Winzer und Weinberater
- Macanović, Dragana (* 2001), serbische Sprinterin

### Macap
- Macapagal, Diosdado (1910–1997), philippinischer Präsident
- Macapagal, Evangelina (1915–1999), philippinische First Lady
- Macapagal-Arroyo, Gloria (* 1947), philippinische PräsidentinGloria Macapagal-Arroyo (* 1947)

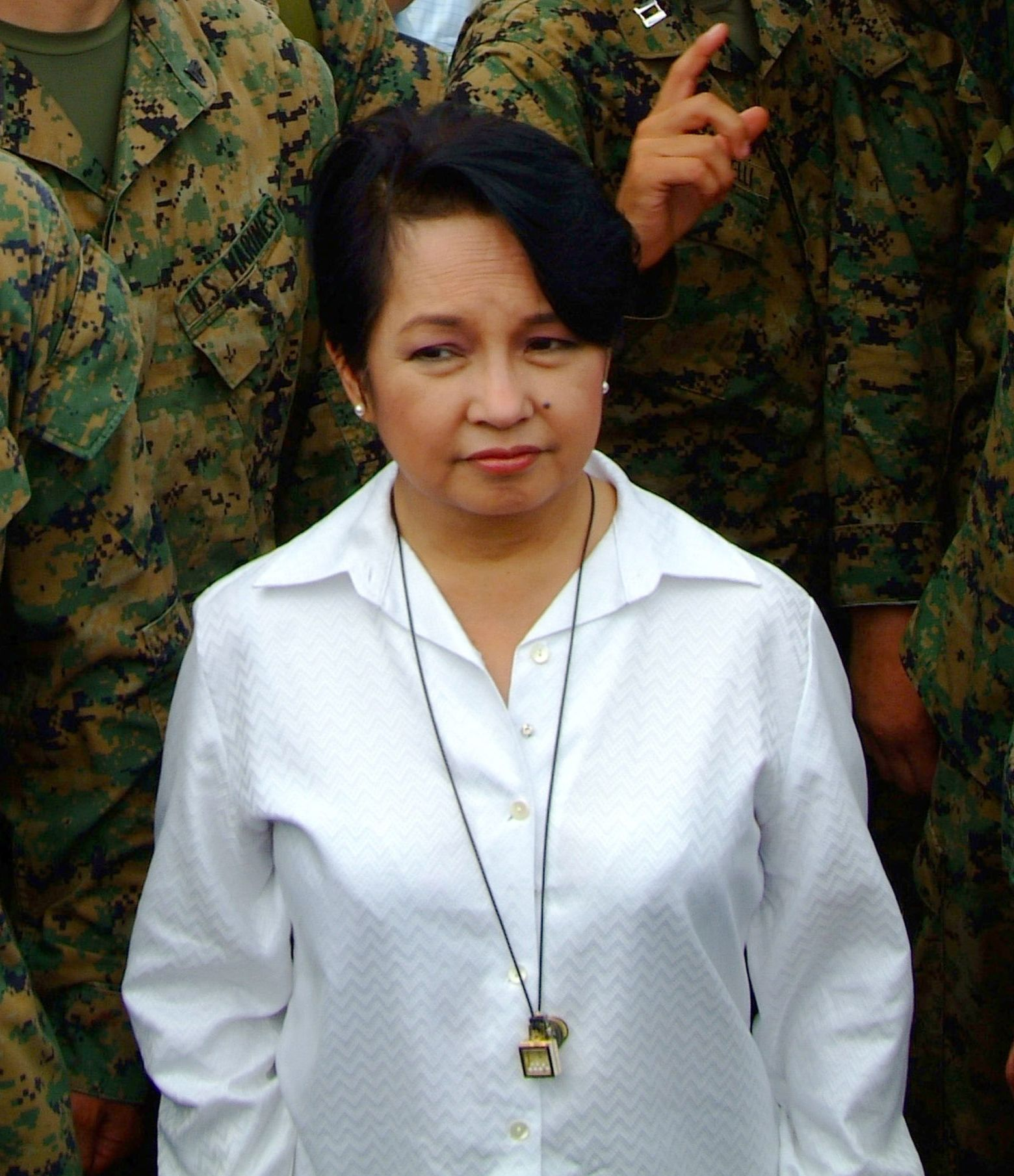
Gloria Macapagal-Arroyo (* 1947)

- Macapagal-Arroyo, Mikey (* 1969), philippinischer Filmschauspieler und Politiker
- MacApp, C. C. (1913–1971), amerikanischer Science-Fiction-Autor und Schachspieler

### Macar
- Macaraeg, Enrique V. (1955–2023), philippinischer Geistlicher, römisch-katholischer Bischof von Tarlac
- MacArdle, Donald W. (1897–1964), US-amerikanischer Ingenieur und Musikwissenschaftler
- Macari, Chris (* 1980), französischer Regisseur und Videoproduzent
- Macari, Joe (* 1966), britischer Unternehmer und Autorennfahrer
- Macari, Jojo (* 1996), britischer Schauspieler und Musiker
- Macari, Kim, britische Jazzmusikerin (Trompete)
- Macari, Lou (* 1949), schottischer Fußballspieler und -trainer
- Macarin, Daniel, neuseeländischer Spezialeffektkünstler
- Macário, Catarina (* 1999), brasilianisch-USamerikanische Fußballspielerin
- Macario, Erminio (1902–1980), italienischer Schauspieler und Komiker
- Macario, Mauro (* 1947), italienischer Theaterregisseur
- Macario, Mig (* 1970), philippinisch-kanadischer Schauspieler
- Macario, Raffaele (1909–1993), italienischer Bischof
- Macarrona, Juana la (1870–1947), spanische Flamenco-Tänzerin
- MacArthur, Arthur (1845–1912), US-amerikanischer Generalleutnant und Militärgouverneur
- MacArthur, Arthur senior (1815–1896), US-amerikanischer Politiker

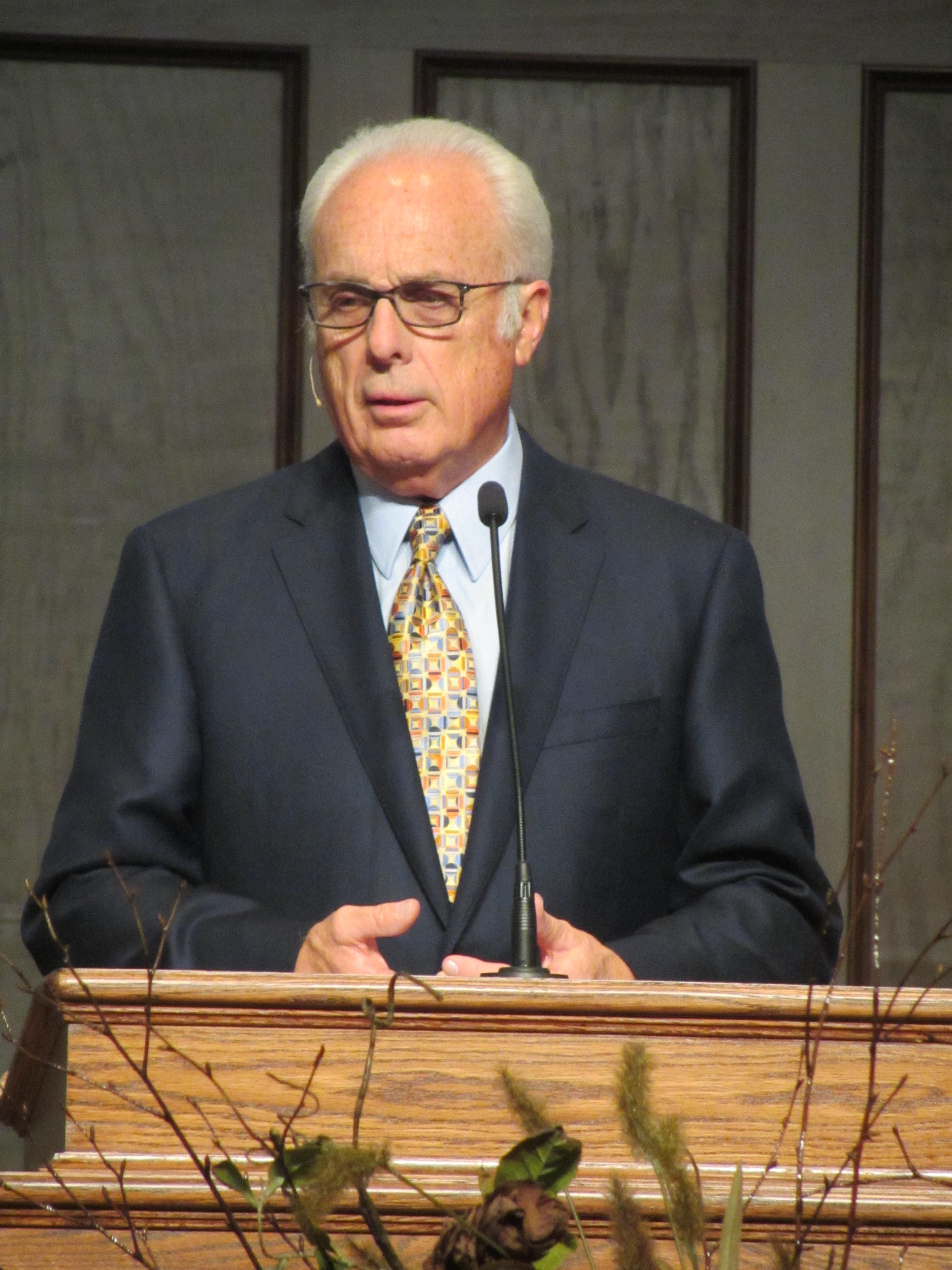
John F. MacArthur (1939–2025)

- MacArthur, Charles (1895–1956), US-amerikanischer Drehbuchautor
- MacArthur, Clarke (* 1985), kanadischer Eishockeyspieler und -trainer
- MacArthur, Douglas (1880–1964), US-amerikanischer GeneralDouglas MacArthur (1880–1964)

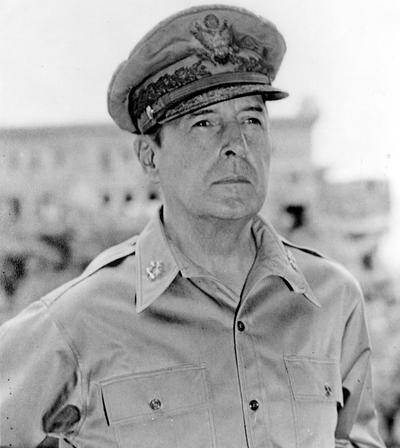
Douglas MacArthur (1880–1964)

- MacArthur, Douglas II (1909–1997), US-amerikanischer Diplomat
- MacArthur, Ellen (* 1976), britische Seglerin
- MacArthur, Hayes (* 1977), US-amerikanischer Schauspieler und Stand-up-Komiker
- MacArthur, James (1937–2010), US-amerikanischer Schauspieler
- Macarthur, John († 1834), Soldat, Politiker und Unternehmer in New South Wales in Australien
- MacArthur, John F. (1939–2025), US-amerikanischer evangelikaler Pastor, Prediger, Theologe und AutorJohn F. MacArthur (1939–2025)
- MacArthur, John R. (* 1956), US-amerikanischer Journalist
- MacArthur, John Stewart (1856–1920), schottischer Chemiker
- MacArthur, Malcolm (* 1945), irischer Doppelmörder
- Macarthur, Mary (1880–1921), britische Gewerkschafterin, Politikerin und Frauenrechtlerin
- MacArthur, Peter, kanadischer Diplomat
- MacArthur, Peter (* 1985), US-amerikanischer Eishockeyspieler
- MacArthur, Robert H. (1930–1972), US-amerikanischer Ökologe
- MacArthur, Tom (* 1960), US-amerikanischer Politiker
- Macartney, Carlile Henry Hayes (1842–1924), britischer Maler, Orientalist, Jurist und Übersetzer
- Macartney, George (1867–1945), britischer Generalkonsul
- Macartney, George, 1. Earl Macartney (1737–1806), britischer Staatsmann, Kolonialbeamter und Diplomat
- Macartney, Mervyn (1853–1932), britischer Architekt, Möbeldesigner, Architekturhistoriker und Publizist
- Macartney, Scott (* 1978), US-amerikanischer Skirennläufer

### Macas
- Macas, Luis (* 1950), ecuadorianischer Politiker und Intellektueller
- Macasius, Franz († 1733), böhmischer Jesuit, Gelehrter und Doktor der drei Fakultäten am Clementinum zu Prag
- Macasius, Johann Gabriel († 1665), böhmischer Gewerke, Bergmeister von Gottesgab, Stadtkämmerer und Bürgermeister von St
- Macasius, Johann Georg (1617–1653), deutscher Arzt
- Macasius, Johannes Centurio (1636–1680), deutscher Mediziner, Philosoph und Stadtphysikus
- Macasius, Paul (1585–1644), deutscher Arzt, Stadtphysicus und Apotheker in Zwickau und Eger
- Macaskie, Frank (1912–1951), britischer Journalist
- MacAskill, Danny (* 1985), schottischer Bike-Trialer und StuntmanDanny MacAskill (* 1985)

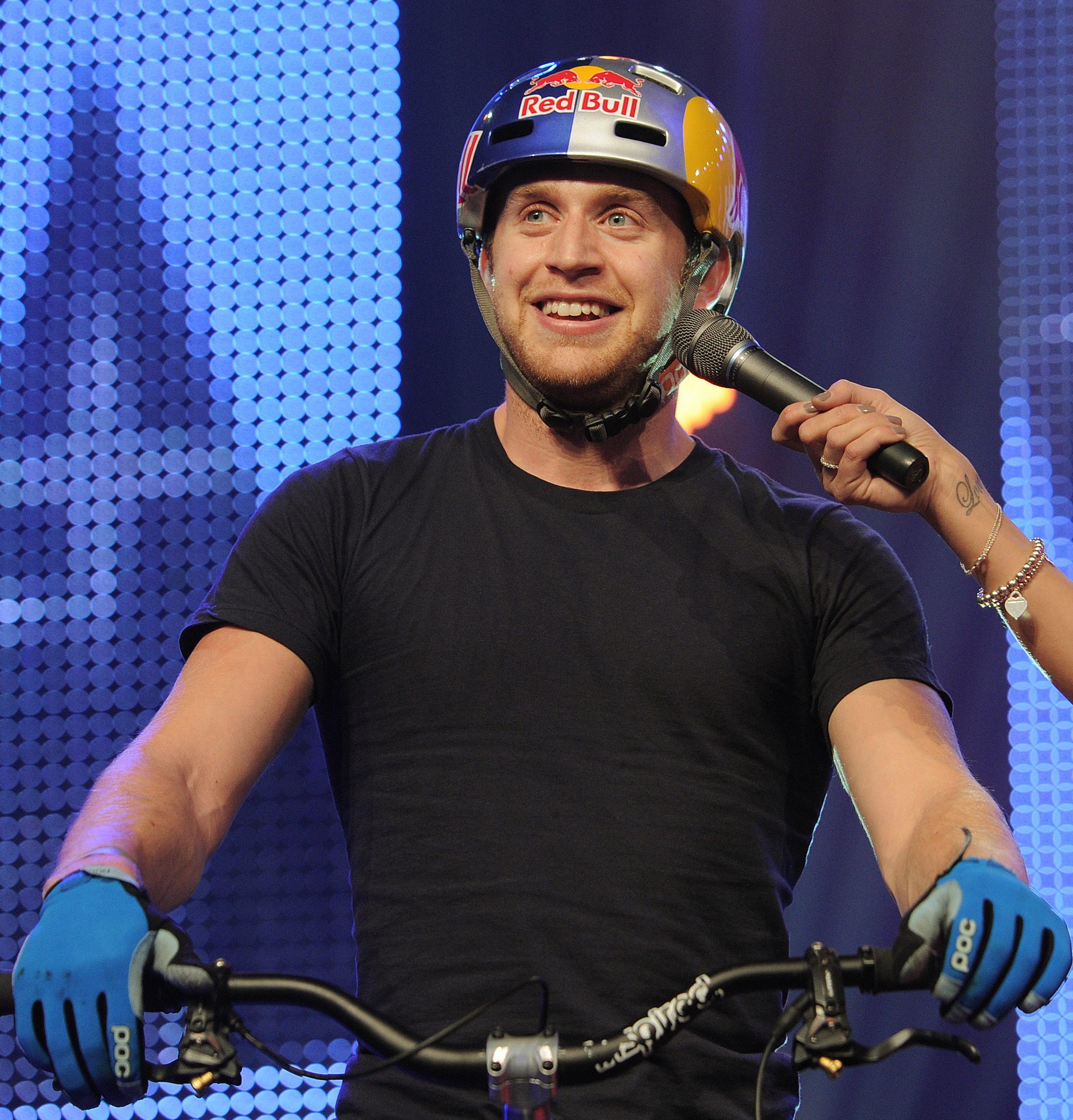
Danny MacAskill (* 1985)

- MacAskill, Kenny (* 1958), schottischer Jurist und Politiker
- MacAskill, William (* 1987), britischer Philosoph und Hochschullehrer

### Macat
- Macat, Julio (* 1957), US-amerikanischer Kameramann

### Macau
- Macaulay, Archie (1915–1993), schottischer Fußballspieler und -trainer
- Macaulay, Aulay, Erfinder eines englischen Stenografiesystems
- Macaulay, Catherine (1731–1791), englische Schriftstellerin und Frauenrechtlerin
- Macaulay, David (* 1946), US-amerikanischer Architekt, Kunstgeschichtler und Grafiker
- Macaulay, Donald, Baron Macaulay of Bragar (1933–2014), britischer Jurist und Politiker (Labour), Mitglied des House of Commons, Mitglied des House of Lords
- Macaulay, Eunice (1923–2013), britische Animatorin und Filmproduzentin
- Macaulay, Francis (1862–1937), englischer Mathematiker
- Macaulay, Frederick R. (1882–1970), kanadischer Ökonom
- Macaulay, Herbert (1864–1946), nigerianischer Politiker
- Macaulay, Jacqueline (* 1967), britische SchauspielerinJacqueline Macaulay (* 1967)

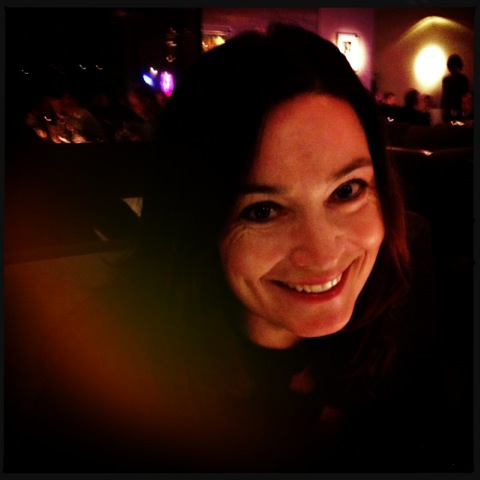
Jacqueline Macaulay (* 1967)

- MacAulay, John Alexander (1895–1978), kanadischer Anwalt und Präsident des kanadischen Roten Kreuzes
- MacAulay, Kenny (* 1984), kanadisch-kroatischer Eishockeyspieler
- Macaulay, Marc (* 1957), US-amerikanischer Schauspieler
- Macaulay, Rose (1881–1958), britische Schriftstellerin
- Macaulay, Scott (* 1990), kanadisch-ungarischer Eishockeyspieler
- Macaulay, Thomas, 1. Baron Macaulay (1800–1859), britischer Historiker, Dichter und Politiker, Mitglied des House of Commons
- Macaulay, Vincent (* 1961), britischer Basketballtrainer
- Macauley, Ed (1928–2011), US-amerikanischer Basketballspieler

### Macav
- MacAvin, Josie (1919–2005), irische Artdirectorin und Szenenbildnerin
- MacAvoy, Roberta Ann (* 1949), US-amerikanische Autorin

### Macay
- Macaya, Camila (* 1990), chilenische Badmintonspielerin
- Macaya, Ignacio (1933–2006), spanischer Hockeyspieler